# التفاني (قصة قصيرة)
التفاني هي قصة قصيرة كتبها ستيفن كينج نُشرت لأول مرة كجزء من مختارات القصة القصيرة لعام 1988 رؤى مظلمة وأعيد طبعها في مجموعة كينج للقصص القصيرة 1993 Nightmares &amp; Dreamscapes .

## ملخص الحبكة
مدبرة الفندق مارثا روزوول تعرض لصديقتها دارسي رواية نشرها ابنها بيتر، والتي لديها تفاني يقول إنه لم يكن من الممكن أن يفعلها بدون مساعدتها. تتابع مارثا لتخبر دارسي الفضولي بالضبط لماذا هذه المشاعر صحيحة.
قبل العديد من السوانت، قامت مارثا الصغيرة (الحامل بطفل زوجها جوني) بزيارة بروجا (ساحرة) تدعى ماما ديلورم، التي تطلب منها العثور على «الأب الطبيعي» للطفل. قررت مارثا في النهاية أن هذا «الأب الطبيعي» هو بيتر جيفريز، كاتب متحيز غالبًا ما يزور الفندق الذي تعمل فيه. تستهلك مارثا بعضًا من السائل المنوي لجيفريز، والذي تُرك على ملاءاته، كجزء مما يُفهم أنه تعويذة سحرية سوداء دبرتها ماما ديلورم لتمرير براعة جيفريز في الكتابة إلى ابنها الذي لم يولد بعد. تساعد ماما ديلورم مارثا أيضًا في حل مشكلة زوجها الذي يسيء معاملتها، حيث تمنحها فطرًا تضغطه مارثا على مسدس جوني، الذي ينفجر لاحقًا في وجهه ويقتله أثناء محاولة سرقة.
بالعودة إلى الحاضر، تأمل مارثا في أوجه التشابه بين رواية ابنها ورواية نشرتها جيفريز. كما أنها تُظهر لدارسي التوقيعات والكتابة اليدوية على نسختين من كلا الكتابين، وهما متطابقتان تقريبًا.
تذكر ملاحظات King في نهاية Nightmares & Dreamscapes أن هذه القصة تحولت إلى نوع من التجربة لروايته اللاحقة Dolores Claiborne ، وأنه تمت كتابتها جزئيًا لاستكشاف فكرة لماذا يمكن أن يكون الأشخاص المشهورون والموهوبون فظيعين في بعض الأحيان في الواقع. الحياة. بالإضافة إلى ذلك، فإن زميلة خادمة منزل مارثا في «التفاني» تُدعى ديلوريس.

## الاقتباسات الفيلمية أو التليفزيونية أو المسرحية
تم اقتباس هذه القصة في أفلام قصيرة مرتين في إطار برنامج King's Dollar Baby (السماح بالأقتباسات غير التجارية لقصص قصيرة معينة مقابل رسوم ترخيص قدرها 1 دولار أمريكي)، وكلاهما من إخراج صانعات أفلام. في عام 2017، صنعت Tyna Ezenma أول طفل دولار من هذه القصة، وهو شيء جديد حيث أن العديد من القصص في القائمة تحتوي بالفعل على العشرات من هذه التعديلات. قامت سيلينا سوندرمان بتكييف القصة في العام التالي ووضعها في عام 2018 في برلين.